# Bala de palla

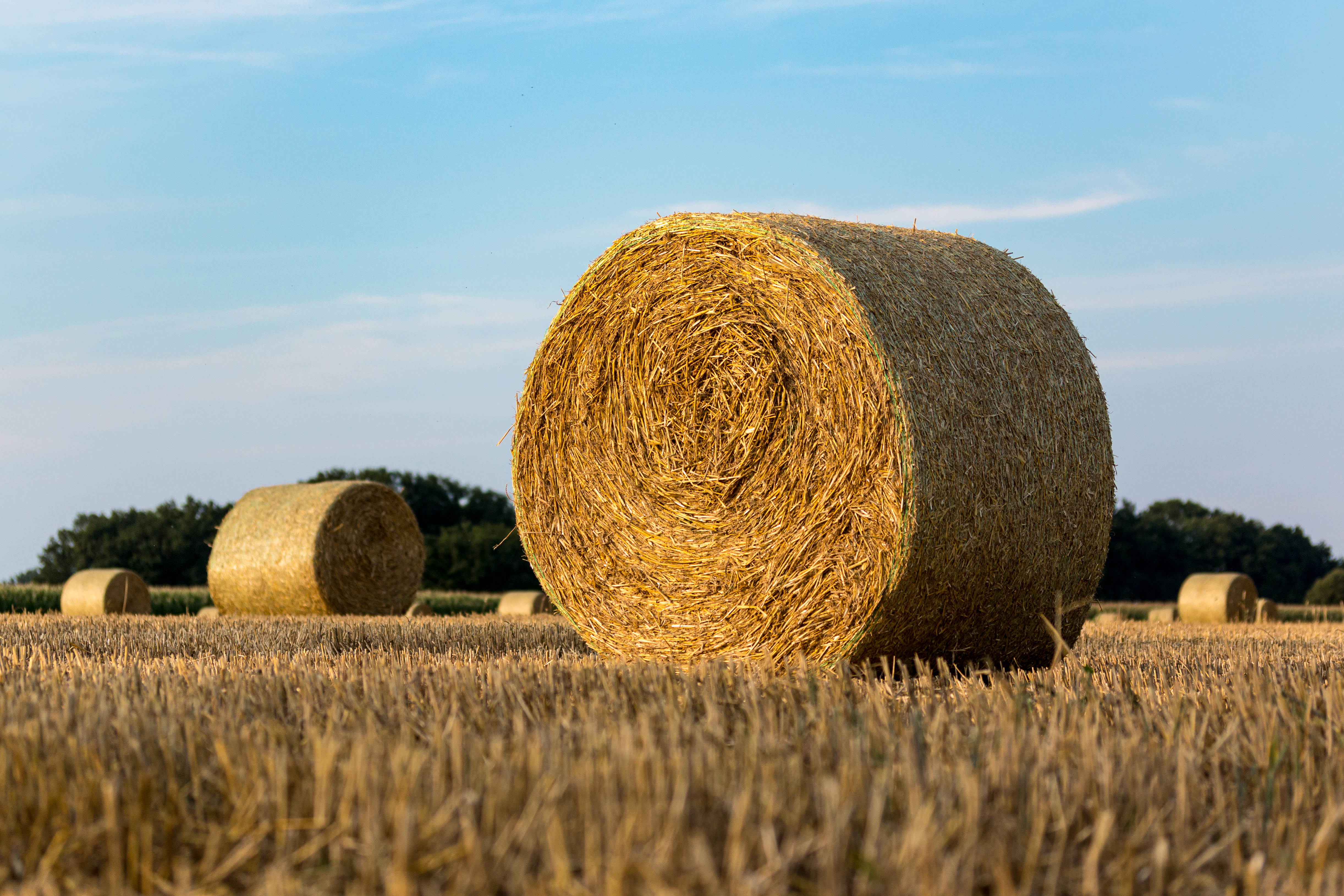
Bala de palla de forma cilíndrica

Una bala és un bloc de palla, normalment premsat, que va substituir en gran manera els pallers i les pallisses com a mètode de preservar l'aliment per als animals.
Les empacadores són les màquines agrícoles que fan les bales.
En el començament d'aquesta tecnologia, i fins fa relativament poc temps, s'utilitzaven bales de forma prismàtica, actualment desplaçades per les cilíndriques, més aptes per al seu maneig mitjançant màquines.
És usual que les bales s'utilitzen no només per a preservar palla sinó, especialment, per a conservar altres tipus de cultius destinats a farratge i que es tallen i processen abans d'estar secs, com a forma d'obtenir un rendiment nutricional màxim.
Les bales de palla de dimensions estàndard (1000 mm x 450 mm) i d'aproximadament 18 kg són usades habitualment per a la construcció de cases que van dels 50 m² fins als 500 m². S'usen perquè són fetes de material ecològic i sostenible.